# Slanke spikkelbladroller
De slanke spikkelbladroller (Cnephasia sedana) is een vlinder uit de familie bladrollers (Tortricidae). De wetenschappelijke naam is voor het eerst geldig gepubliceerd in 1884 door Constant.
De soort komt voor in Europa.